# Tommie Haglund
Tommie Haglund, född 15 januari 1959 i Kalmar, är en svensk tonsättare. Han har komponerat kammarmusik, verk för orkester och för kör. Bland hans utmärkelser finns Stora Christ Johnson-priset och H.M. Konungens medalj.

## Biografi

### Bakgrund och studier
Haglund började intressera sig för musik, i samband med en längre sjukhusvistelse i sju års ålder, i hemstaden Kalmar. Tre år senare började han studera harmonilära och musikteori vid den kommunala musikskolan i Kalmar, och vid den tiden var influensen från Mozart stark.
Som elvaåring började Haglund att komponera ett stycke för cembalo, stråkar och oboe. Vid 19 års ålder flyttade han till Halmstad, där han började studera musik och komposition för gitarrpedagogen Bo Strömberg. Via Strömberg upptäckte Haglund även kompositören John Dowland.
Några år senare reste Haglund till England där han kunde studera för John Mills och Eric Fenby. Vid denna tid började komponerande få inspiration från Frederick Delius.

### Karriär
En sejour i Danmark – Musikkonservatoriet i Århus – avslutades med att Haglund flyttade tillbaka till Halmstad. Vid denna tid försörjde han sig med arbete på Studiefrämjandet, där han ledde studiecirklar i gitarrspelande.
Runt 1987 inledde Haglund en mer omfattande verksamhet som kompositör. Året efter fick Haglund något av ett publikt genombrott, via uppförandet av Innensio animi beställd av Swedenborgsällskapet till Swedenborgs 300-årsdag.
Tommie Haglund skriver sina kompositioner för hand, som numera en av få kompositörer. Komponerandet sker även utan hjälp av instrument. 
Han har även tagit lektioner i komposition för Sven-Eric Johanson i Göteborg.
I Halmstad arrangeras vartannat år Tommie Haglund-festivalen, fokuserad på Haglunds musik.
2023 sattes hans första symfoni upp i Stockholm, i samband med Tonsättarweekend på Stockholms konserthus. I samband med beställningen för Kungliga Filharmonikerna återsåg Haglund sin gamla lärare Claes-Göran Bjerding från musikskolan i Kalmar, och dennes död strax därefter ledde till Haglunds skapande och dedicerande av symfonin till honom.

### Erkännande
Haglund har bland annat fått emotta Stora Christ Johnson-priset och H.M. Konungens medalj. Av Stockholms konserthus och Kungliga Filharmonikerna har han beskrivits som "en av Skandinaviens mest särpräglade och visionära tonsättare".

## Verk

### Symfonier
- Symfoni (2023)[7]

### Konserter
- Cellokonsert, Flaminis Aura (2001, Gehrmans förlag)
- Violinkonsert, Hymnen an die Nacht[7] (2005, Gehrmans förlag)

### Kammarorkester
- Voces för stråkorkester, horn och slagverk (1990)
- Elif för stråkorkester (1992)
- Serenata per Diotima för stråkorkester (2014)

### Körverk
- Min själ för kammarkör (1994)
- Kärlekshjärtan, dubbelkanon för barnkör, stråkorkester, piano och slagverk
- Själens helgedom

### Kammarmusik
- Notturno för flöjt och gitarrkvintett (1987)
- Voces för decett (1990)
- Mirraggio för koloratur, violin, cello och piano (1992)
- To the Sunset Breeze, in Memory of Frederick Delius för gitarr, harpa och stråkkvartett (1997)
- Il Regno degli Spiriti för stråkkvartett (2001, Gehrmans förlag)
- Röstens dotter för två sopraner, violin, cello, klarinett, harpa, piano och slagverk, beställt till den Heliga Birgittas 700-årsjubileum (2003, Gehrmans förlag)
- Voices of Light för oktett (2006)
- Fragment för violin, klarinett och piano (2008)
- Sollievo (dopo la tempesta) för stråktrio (2013)

### Duor
- Intensio animi för cello och piano (1988, Gehrmans förlag)
- Fiori för cello och piano (1989)
- Inim-inim för violin och piano (1995)
- Fragile för flöjt och slagverk (1996)
- Morgongåva för tenor och piano (2000)
- Varsamt Victoria sover för flöjt och slagverk (2001)
- Acedia för cello och kontrabas (2002)
- Stillhet för sopran och cello (2004)
- La Rosa Profunda för sopran och piano (2007)

### Solostycken
- Meditation för piano (1990)
- L'infinito för violin (1991)
- Spirarae celourum för clavicino (1996)
- Arcana-Lacrimae för piano (1998, Gehrmans förlag)
- Insomnia för flöjt (2002)
- Bortom avsked för gitarr (2004)
- Cielo Notturno för cello (2010)
- Epilog till hymnen an die Nacht för soloviolin (2010)

## Priser och utmärkelser
- 2003 – Svenska musikförläggareföreningen utsåg Röstens dotter till Årets mest betydande seriösa verk
- 2014 – Stora Christ Johnson-priset[5] för Flaminis Aura för cello och orkester
- 2015 – H.M. Konungens medalj av 8:e storleken i högblått band